# Miscogastrinae

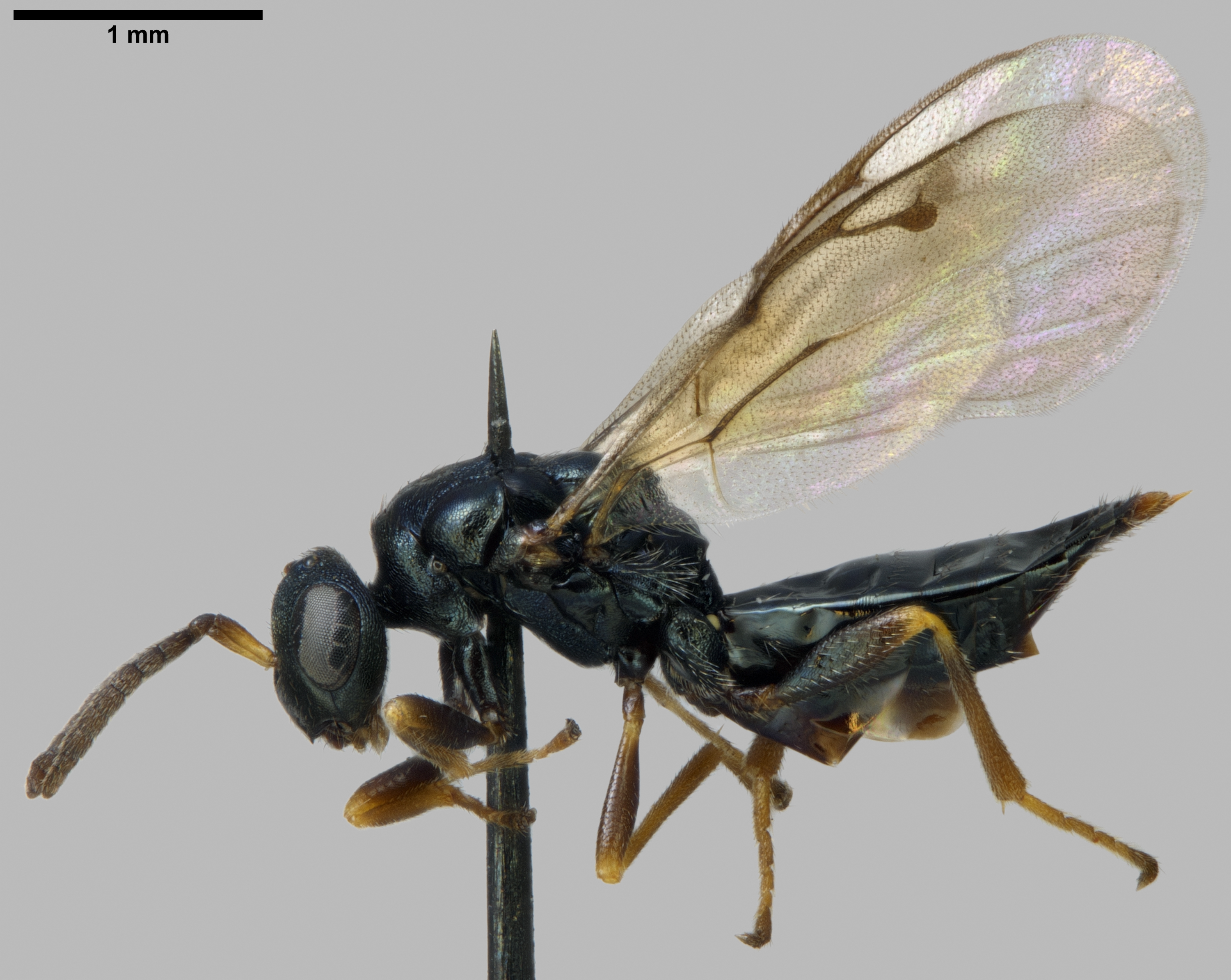
Stictomischus longiventris ♀

Die Miscogastrinae bilden eine Unterfamilie der Erzwespenfamilie Pteromalidae.
Das Taxon hat seinen Ursprung als Miscogasteridae Walker, 1833. Die Typusgattung ist Miscogaster Walker, 1833. William Harris Ashmead stellte 1904 das Taxon als Miscogasterinae in den Rang einer Unterfamilie. Burks et al. (2022) korrigierten die Schreibweise zu Miscogastrinae. Dies geschah im Rahmen einer Revision der Pteromalidae auf der Grundlage molekularbiologischer und morphologischer Studien.

## Merkmale
Nach Burks et al. (2022) gelten folgende Merkmale für die Miscogastrinae. Die Fühler weisen fast immer 12 Geißelglieder auf (Ausnahme: Andersena). Die Mandibeln sind gewöhnlich nicht gekrümmt, aber häufig vergrößert (beispielsweise bei Diconocara). Die Scapula (Schultern) sind vorne nicht vom Pronotum freigelegt. Die Axilla sind nicht besonders hervortretend. Die Axillula sind selten vergrößert, falls doch, dann sind diese nicht konvex. Der Petiolus ist entweder mit einer anterolateralen rechtwinklig abstehenden Kante, die auf der ventralen Oberfläche seitliche zahnartige Vorsprünge bildet, oder der Petiolus ist einfach geformt. Im letzteren Fall ist der clypeale Rand entweder asymmetrisch oder er ist ventral konkav und der Clypeus ist vergrößert und dorsal fast gegenüber den Toruli.

## Lebensweise
Über zahlreiche Miscogastrinae ist bekannt, dass sie minierende und gallbildende Larven verschiedener Zweiflügler (Diptera) aus den Familien der Halmfliegen (Chloropidae), Taufliegen (Drosophilidae), Minierfliegen (Agromyzidae) und Dungfliegen (Scathophagidae) parasitieren.

## Innere Systematik
Burks et al. (2022) gliedern die Unterfamilie Miscogastrinae in folgende Tribus und Gattungen:
Miscogastrinae: 
- Diconocarini 
  - Diconocara Dzhanokmen, 1986

- Miscogastrini
  - Collentis Heydon, 1992
  - Drailea Huang, 1992
  - Glyphognathus Graham, 1956
  - Lamprotatus Westwood, 1833
  - Miscogaster Walker, 1833
  - Neoskeloceras Kamijo, 1960
  - Paralamprotatus Liao, 1985
  - Seladerma Walker, 1834
  - Sphaeripalpus Foerster, 1841
  - Stictomischus Thomson, 1876
  - Telepsogina Hedqvist, 1958
  - Thektogaster Delucchi, 1955
  - Tumor Huang, 1990
  - Xestomnaster Delucchi, 1955

- Sphegigastrini
  - Acroclisis Foerster, 1878
  - Ammeia Delucchi, 1962
  - Andersena Bouček, 1993
  - Ardilea Graham, 1959
  - Bairamlia Waterston, 1929
  - Bubekia Dalla Torre, 1897
  - Bubekiana De Santis, 1964
  - Callicarolynia Heydon, 1989
  - Callimerismus Graham, 1956
  - Ceratetra Dzhanokmen, 1974
  - Cryptoprymna Foerster, 1856
  - Cyrtogaster Walker, 1833
  - Haliplogeton De Santis, 1964
  - Halticoptera Spinola, 1811
  - Harrizia Delucchi, 1962
  - Kazina Bouček, 1993
  - Maorita Bouček, 1988
  - Mauleus Graham, 1981
  - Merismus Walker, 1833
  - Notoglyptus Masi, 1917
  - Notoprymna De Santis, 1988
  - Novitzkyanus Bouček, 1961
  - Paracroclisis Girault, 1913
  - Ploskana Bouček, 1976
  - Polstonia Heydon, 1988
  - Rhicnocoelia Graham, 1956
  - Schimitschekia Bouček, 1965
  - Sorosina Dzhanokmen, 1993
  - Sphegigaster Spinola, 1811
  - Syntomopus Walker, 1833
  - Thinodytes Graham, 1956
  - Toxeuma Walker, 1833
  - Tricyclomischus Graham, 1956
  - Trigonogastrella Girault, 1915
  - Vespita Bouček, 1993